# Condado de Austin
O Condado de Austin é um dos 254 condados do estado norte-americano do Texas. A sede do condado é Bellville, e sua maior cidade é Bellville.
O condado possui uma área de 1 700 km² (dos quais 10 km² estão cobertos por água), uma população de 23 590 habitantes, e uma densidade populacional de 14 hab/km² (segundo o censo nacional de 2000).
O condado foi criado em 1836.